# Mestre Maxwel
Mestre Maxwel (Taguatinga), é um mestre de capoeira brasileiro. Iniciou capoeira em 1983 com alguns amigos nas ruas de Taguatinga, Distrito Federal. Maxwel teve a oportunidade de pertencer a primeira turma formada por Mestre Falcão, tendo a capoeira como opção de educação física na escola em que estudava em Taguatinga.
Integrou a seleção estudantil do Distrito Federal de 1987 a 1991, sob a coordenação de Mestre Zulu.
Como atleta obteve o primeiro lugar na Grande Roda Brasileira de Capoeira em 1988, o primeiro lugar no Jogos Escolares Brasileiros, JEB’S, em 1989, campeão Brasileiro no Primeiro Campeonato Brasileiro da Federação Brasileira de Capoeira. Ministrou aulas no Distrito Federal, Minas Gerais e Santa Catarina, em 2002, após sua formatura de mestre se mudou para a Europa foi o primeiro Mestre a fixar residencia e desenvolver um trabalho de Capoeira no País de Gales.
Fundou dirigiu e coordenou a Capoeira Magazine, revista regular de Capoeira em Ingles que circulou na Europa por dois anos, A Fundacao Cultural ILE, que é uma das diretoras do projeto Tributo aos Mestres. Projeto Social que ajuda aos Velhos Mestres de Capoeira em dificuldades.
Publicou o livro "Zulu; idéias ideais e ideário", é o coordenador do "Let’s Play Capoeira", encontro internacional que acontece em Dezembro.